# Eduardo Inda Arriaga
Eduardo Inda Arriaga (Pamplona, 15 de juliol de 1967) és un periodista i tertulià navarrès. Actualment és director d'Okdiario.com, fundat per ell mateix, a més de participar en diverses tertúlies radiofòniques o televisives, com ara El chiringuito de Jugones, Es la mañana de Federico, La Sexta Noche o Al Rojo Vivo.
Eduardo Inda és llicenciat en Ciències de la Informació per la Universitat de Navarra.
Va començar la seva marxa professional treballant en mitjans com a Antena 3 Radio i com a corresponsal d'esports en el diari ABC on va acabar a la redacció central del periòdic.
El 1994 es va incorporar a la redacció del diari El Mundo a Madrid, del qual l'any 2002 va aconseguir ser nomenat director en l'edició de les Illes Balears.
Posteriorment a l'any 2007 aconseguí ser nomenat director del diari esportiu Marca.
El 2011 va tornar a ser reporter al diari El Mundo quan va ser imputat, juntament amb Esteban Urreiztieta, al novembre de 2012 per un jutjat de Barcelona, pels delictes de calúmnies i injúres, després que el seu diari fos denunciat per Artur Mas. Mas havia estat acusat a El Mundo de desviament de fons a comptes corrents a l'estranger.
Des del 2013 és col·laborador habitual al programa La Sexta Noche.
Va deixar el diari El Mundo per fundar el diari digital l'any 2015 Okdiario.